# Harry Hammond Hess
Harry Hammond Hess (24 de maig de 1906 – 25 d'agost de 1969) va ser un geòleg i oficial de la Marina dels Estats Units durant la Segona Guerra Mundial.
Considerat com un dels “pares fundadors” de la Teoria de la tectònica de Plaques. Harry Hammond Hess va néixer el 24 de maig de 1906 a la ciutat de Nova York. Autor conegut per les seves teories sobre l'expansió dels fons oceànics, els seus treballs es van basar en les relacions entre els arcs d'illa, les anomalies gravitatòries del sòl del fons oceànic i les peridotites serpentinitzades suggerint que la convenció del Mantell terrestre era la força generadora de tot aquest procés. Tota aquesta feina li va aportar el marc conceptual per tal de desenvolupar la teoria de la tectònica de Plaques.

## Aportacions científiques
El 1960, Hess va fer la contribució més important a la geologia, la qual és el major avenç en aquesta ciència del segle xx. Aquell any en un article ell avançava la teoria, actualment acceptada, que l'escorça terrestre es mou lateralment a partir de les dorsals oceàniques actives.
Hess va poder entendre totes les seves investigacions fetes al nord del Pacífic, després que Bruce Heezen descobrís els rift existents en la dorsal del centre de l'Atlàntic. Hess va aconseguir que el concepte de deriva continental fos considerat acceptable per la comunitat científica. Aquest concepte però ja havia estat introduït per Alfred Wegener un temps abans però no va ser acceptat per la comunitat científica en aquell moment.
Aquest fet va provocar una revolució en les Ciències de la Terra. Hess va publicar l'article History of Ocean Basins el 1962 amb totes les seves noves aportacions; aquesta obra va ser la més referenciada en geofísica de la Terra per un cert temps.
Hess també va participar en altres projectes científics; per exemple el projecte Mohole (1957 – 1966) una investigació sobre la viabilitat i les tècniques de perforació en zones marines profundes. Les evidències que en va extreure van ser que l'escorça oceànica de nova formació es trobava a prop de les dorsals i tenia morfologies encoixinades. A més a més també va trobar bandes de l'escorça oceànica amb polaritats magnètiques oposades.